# Олін (Айова)
Олін (англ. Olin) — місто (англ. city) в США, в окрузі Джонс штату Айова. Населення — 651 особа (2020).

## Географія
Олін розташований за координатами 41°59′51″ пн. ш. 91°8′28″ зх. д. / 41.99750° пн. ш. 91.14111° зх. д. (41.997473, -91.141242).  За даними Бюро перепису населення США в 2010 році місто мало площу 2,69 км², з яких 2,67 км² — суходіл та 0,02 км² — водойми.

## Демографія
Згідно з переписом 2010 року, у місті мешкало 698 осіб у 295 домогосподарствах у складі 193 родин. Густота населення становила 259 осіб/км².  Було 324 помешкання (120/км²).
Расовий склад населення:
| - 97,3 % — білих - 1,1 % — чорних або афроамериканців - 1,0 % — азіатів - 0,1 % — корінних американців |

До двох чи більше рас належало 0,3 %. Частка іспаномовних становила 1,6 % від усіх жителів.
За віковим діапазоном населення розподілялося таким чином: 23,4 % — особи молодші 18 років, 59,4 % — особи у віці 18—64 років, 17,2 % — особи у віці 65 років та старші. Медіана віку мешканця становила 40,8 року. На 100 осіб жіночої статі у місті припадало 101,2 чоловіків;  на 100 жінок у віці від 18 років та старших — 96,0 чоловіків також старших 18 років.
Середній дохід на одне домашнє господарство  становив 47 492 долари США (медіана — 40 179), а середній дохід на одну сім'ю — 54 640 доларів (медіана — 51 500). Медіана доходів становила 33 750 доларів для чоловіків та 31 667 доларів для жінок. За межею бідності перебувало 22,5 % осіб, у тому числі 46,0 % дітей у віці до 18 років та 9,6 % осіб у віці 65 років та старших.
Цивільне працевлаштоване населення становило 345 осіб. Основні галузі зайнятості: освіта, охорона здоров'я та соціальна допомога — 19,1 %, будівництво — 14,5 %, виробництво — 14,2 %.